# توجردي (مقاطعة بوانات)
توجردي (بالفارسية: توجردی) هي قرية تقع في إيران في قسم توجردي الريفي. يقدر عدد سكانها بـ 1,515 نسمة .